# Stylidium kalbarriense
Stylidium kalbarriense är en tvåhjärtbladig växtart som beskrevs av A. Lowrie L K.F. Kenneally. Stylidium kalbarriense ingår i släktet Stylidium och familjen Stylidiaceae. Inga underarter finns listade i Catalogue of Life.